# Campo de Belchite

Comarca Campo de Belchite

Campo de Belchite este o comarcă, din provincia Zaragoza în regiunea Aragón (Spania). Reședința comarcii este Belchite.

## Lista municipiilor din comarca Campo de  Belchite
- Almochuel
- Almonacid de la Cuba
- Azuara
- Belchite
- Codo
- Fuendetodos
- Lagata
- Lécera
- Letux
- Moneva
- Moyuela
- Plenas
- La Puebla de Albortón
- Samper del Salz
- Valmadrid